# Dimitri Hadzi
Dimitri Hadzi, né le 21 mars 1921 à New York, et mort le 16 avril 2006 à Boston, est un sculpteur abstrait américain qui vivait et travaillait à Cambridge dans le Massachusetts et a également enseigné à l'Université Harvard pendant plus d'une décennie.

## Biographie
Dimitri Hadzi naît le 21 mars 1921 à Greenwich Village à New York, de parents immigrants gréco-américains. Enfant, il suit un programme extrascolaire grec où il a reçu une formation en langue grecque, en mythologie, en histoire et en théâtre. Il gagne également un prix de dessin. Après avoir obtenu son diplôme de la Brooklyn Technical High School, il travaille comme chimiste, tout en poursuivant ses études en chimie de nuit.
Le 4 juillet 1942 il s'enrôle dans l'armée de l'air et sert dans le Pacifique Sud, où un officier encourage ses efforts dans le dessin. Après la guerre, il retourne à New York, décide de se détourner de la chimie et devient étudiant en peinture et sculpture à Cooper Union
En 1950, il reçoit une bourse de voyage pour la Grèce et, en 1952, s'installe à Rome.
Il expose en 1962 à la Biennale de Venise. Il gagne en 1974 le prix de Rome américain.
Dimitri Hadzi enseigne les arts plastiques à l'Université Harvard, de 1975 à 1989, et est professeur émérite à partir de cette année.
Sculpteur en taille directe comme en modelage pour le bronze, il s'inspire de l'Antiquité classique. Il est surtout connu pour ses sculptures monumentales, abstraites ou semi-abstraites.
Dimitri Hadzi meurt le 16 avril 2006 à Boston.

## Famille
Il est marié à Martha Leeb, mais divorce plus tard. En juin 1985, il épouse Cynthia von Thuna.

## Œuvres

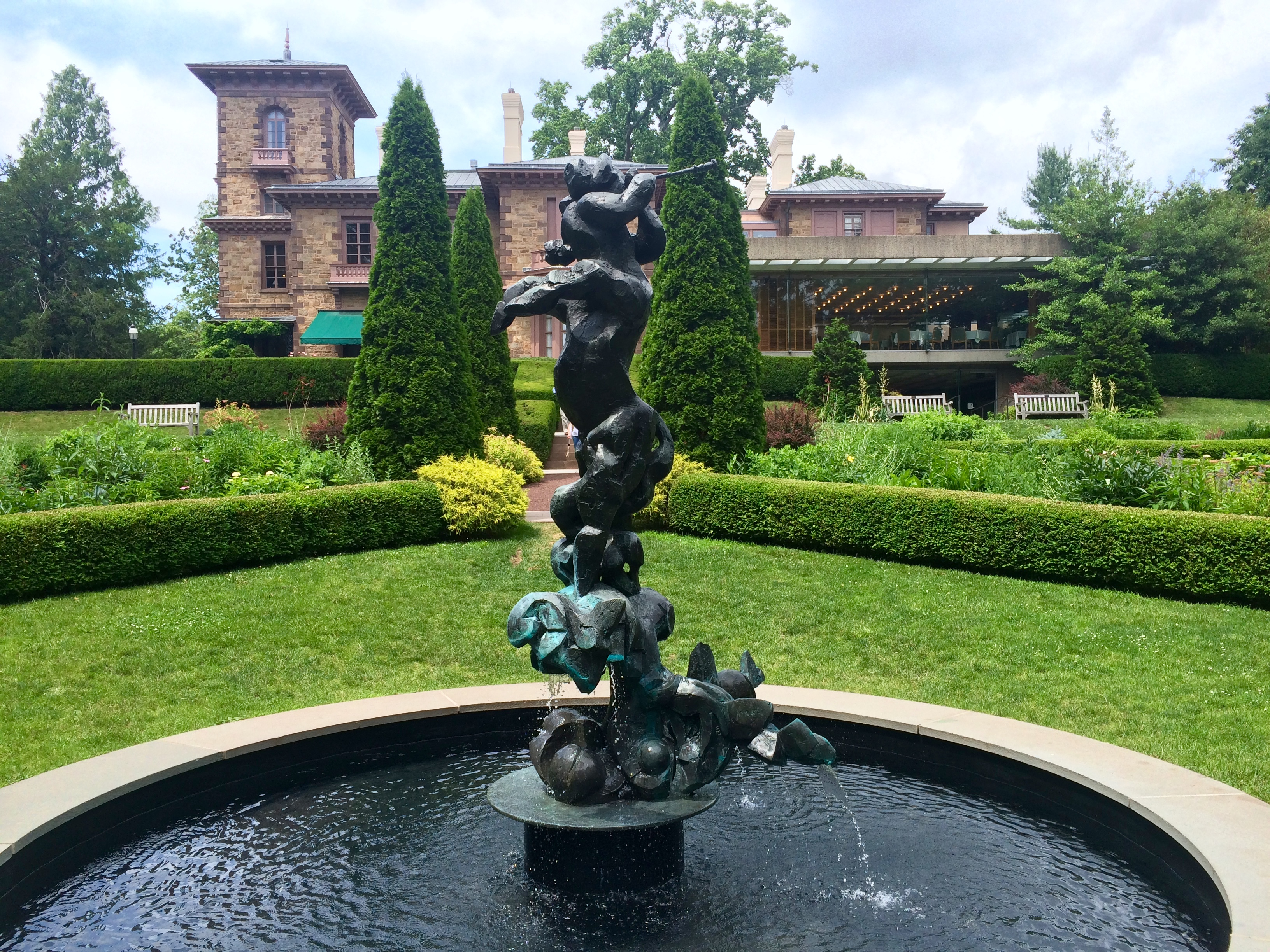
Centaur (1954) dans le jardin de Prospect House à Princeton.

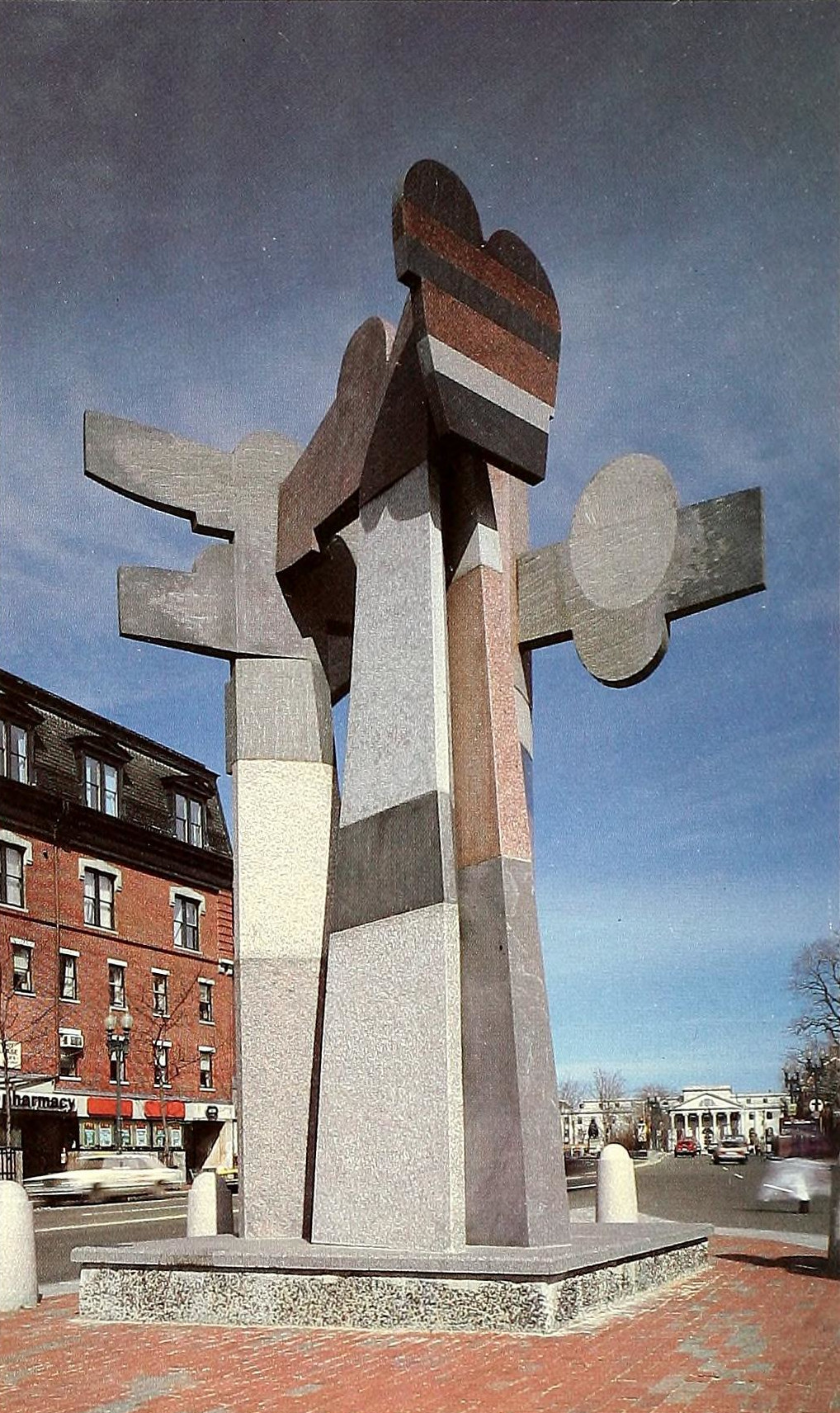
Omphalos (1985), Harvard Square à Cambridge.

- Centaur (1954) dans le jardin de Prospect House à Princeton
- K. 458 The Hunt, Avery Fisher Hall, New York, fait référence au quatuor à cordes de Mozart, K. 458[1]
- River Legend (en) (1976), Edith Green - Édifice fédéral Wendell Wyatt, Portland, Oregon, une arche monumentale autoportante en pierre
- Thermopylae, John F. Kennedy Federal Building (en), Boston
- Propylaea, une fontaine à Toledo, Ohio
- Omphalos (1985), auparavant à la station Harvard Square de la MBTA par le biais du programme Arts on the Line (en), mais devait être transféré à Rockport, Massachusetts[7]
- Helmet V, (1959-1961) Hirshhorn Museum and Sculpture Garden, Washington[8]
- Red Mountains, Hugo L. Black United States Courthouse, Birmingham. La sculpture, installée en 1991, a été enlevée en 2012 pour des rénovations à l'édifice. Une disposition de la loi de finances de 2014 interdisait à l'Administration des services généraux de la remplacer par crainte qu'elle ne puisse être utilisée pour protéger un attaquant[9].
- Elmo V (1961), The Governor Nelson A. Rockefeller Empire State Plaza Art Collection, Albany, NY[10]

## Expositions

### Personnelles
- 1958, Schneider, Rome[4]
- 1959, Seiferheld, New York[4]

### Collective
- 1960, Claude Bernard, Paris[4]

## Récompenses
- 1957 Guggenheim Fellow[11]
- 1962 Biennale de Venise
- 1974 Prix de Rome américain
- 1990 National Academy of Design, Associate member
- 1994 National Academy of Design, full Academician

## Enlèvement d'œuvres d'art

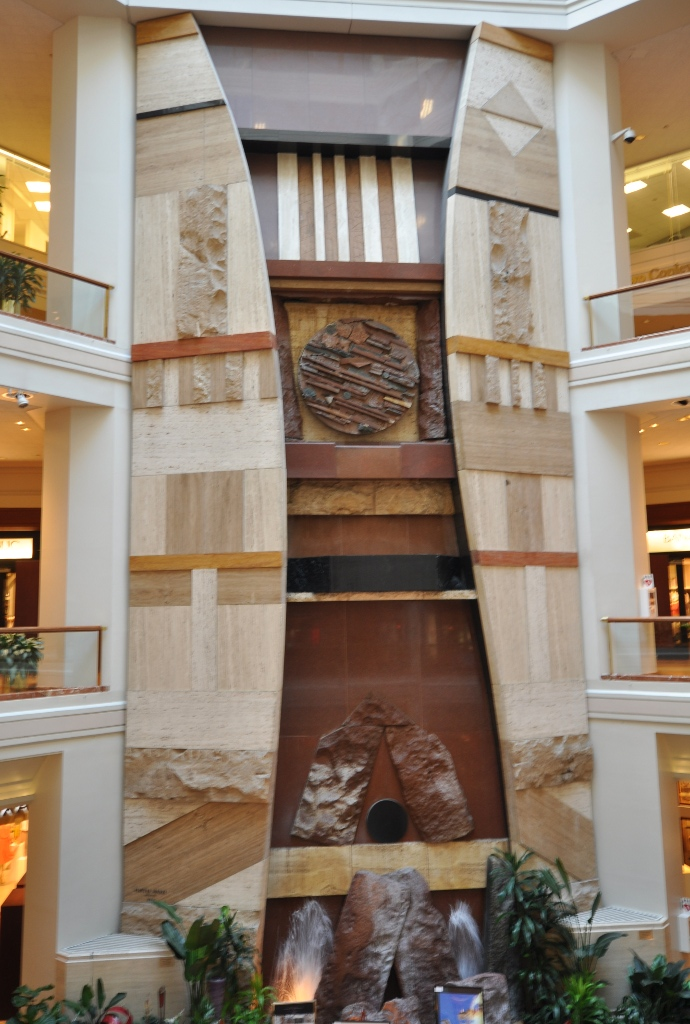
Fontaine sculpturale centrale (1983). La chute d'eau avait été fermée au moment de cette photo de 2012, et l'œuvre d'art a été démolie en quelques années.

Certaines des œuvres d'art publiques de Hadzi ont été retirées depuis sa mort, comme nous l'avons mentionné plus haut. En plus des œuvres nommées, une fontaine sculpturale de 60 pieds (18 m) de haut conçue par lui a été complètement démolie et enlevée vers 2014, malgré les protestations de sa veuve et d'autres commentateurs. L'œuvre d'art était la pièce maîtresse du centre commercial intérieur Copley Place de Boston, composé de multiples formes abstraites de granit et de marbre travertin, avec une chute d'eau descendant vers une piscine peu profonde au fond, entourée de bancs de marbre. En 2017, la fontaine avait été complètement enlevée et l'emplacement et le statut des composants étaient inconnus du public en général.